# Campsa (Calcídica)

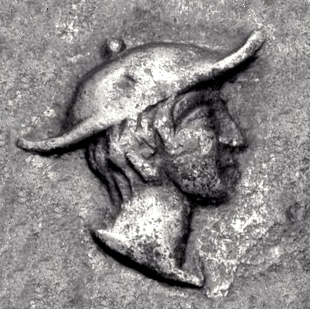
Hermes con un Pétasos. Moneda acuñada en Campsa, Macedonia, circa 400 a. C.

Campsa (en griego, Κάμψα) fue una antigua ciudad griega de la península Calcídica. 
Es citada por Heródoto como una de las ciudades —junto a Lipaxo, Combrea, Lisas, Gigono, Esmila y Enea—  situadas en las proximidades del golfo Termaico, en una región llamada Crosea, cercanas a la península de Palene donde Jerjes reclutó tropas en su expedición del año 480 a. C. contra Grecia.
Se desconoce su localización exacta.